# Дуран, Иван Петрович
Иван Петрович Дуран (укр. Іван Петрович Дуран; р. 24 августа 1971 года, с. Счастливое ныне Мукачевского района Закарпатской области) — украинский государственный деятель, с 11 июня по 5 июля 2019 года — исполняющий обязанности главы Закарпатской областной государственной администрации.

## Биография
Родился 24 августа 1971 года в селе Счастливое ныне Мукачевского района Закарпатской области.
Имеет два высших образования: в 1995 году окончил Львовскую коммерческую академию по специальности «экономика предприятия», в 2008 году в Ужгородском национальном университете получил специальность юриста.
Работал в органах Службы безопасности Украины.
С 2015 года возглавляет Федерацию футбола Закарпатья. Был президентом футбольного клуба «Ужгород»
С января 2016 года занимал должность первого заместителя председателя Закарпатской областной государственной администрации.
С 11 июня по 5 июля 2019 года был временно исполняющим обязанности председателя Закарпатской областной государственной администрации.